# Hélène Rytmann
Hélène Rytmann   (18è districte de París, 15 d'octubre de 1910 - 5è districte de París, 16 de novembre de 1980) va ser una revolucionària i sociòloga francesa. Va ser una militant activa en la Resistència francesa contra el nazisme. Membre del Partit Comunista Francès, va ser-ne expulsada durant la postguerra després d'acusacions de trotskisme i d'haver participat en execucions sumàries d'antics col·laboradors nazis.
Rytmann va ser assassinada per estrangulació el 1980 pel seu marit el filòsof Louis Althusser. El seu assassinat va atreure l'atenció dels mitjans de comunicació francesos i hi va haver sol·licituds per a condemnar Althusser com a delinqüent comú, però en canvi va ser declarat inapte per a ser jutjat per raó de bogeria i ingressat en un hospital psiquiàtric de Sainte-Anne durant tres anys.

## Biografia
Rytmann va néixer a París el 1910 en una família jueva d'origen rus i lituà. Tenia una germana, Anna, i dos germans, Moïse i Joseph. El seu germà Joseph Rytmann era propietari de diversos cinemes a París.
Althusser i Hélène Rytmann, vuit anys més gran que ell, es van conèixer el 1946. Segons Althusser, Rytmann va ser abusada sexualment de petita pel seu metge de família. Als 13 anys, el metge va obligar Rytmann a administrar una dosi letal de morfina al seu pare, que patia un càncer terminal; l'any següent, Rytmann també va ajudar a morir a la seva mare, que estava també malalta terminalment. Tanmateix, aquesta història podria haver estat inventada per Althusser, que va admetre haver incorporat «records imaginaris» a la seva «traumabiografia».
Durant l'ocupació alemanya de França, Rytmann es va negar a portar l'estel grog i es va unir a la insurgència. Com a militant, va ser camarada de Jean Beaufret i estava afiliada a la divisió Pèricles de la Resistència francesa. Es va unir al Partit Comunista Francès, tot i que més endavant va ser-ne expulsada per «desviació trotskista» i «crims». Es va al·legar que havia participat en execucions sumàries d'antics col·laboradors nazis a Lió. Hélène Rytmann també és coneguda de vegades com a Hélène Legotien o Hélène Legotien-Rytmann perquè el seu criptònim durant la Resistència francesa era «Legotien», nom en clau que va continuar utilitzant. Posteriorment va treballar com a investigadora a l'Organització de Cooperació i Desenvolupament Econòmics, principalment en temes d'agricultura i sistemes de desenvolupament rural.
El 16 de novembre de 1980, Rytmann va ser escanyada pel seu marit al seu apartament de les instal·lacions de l'École normale supérieure, institució de la que Althusser era secretari. Althusser, que patia depressió des de feia mesos i que havia estat diagnosticat com a maníac-depressiu el 1947, li va esclafar la laringe i la va matar amb el pretext que ella volia deixar-lo. Tot i que l'assassinat mai no va ser investigat a fons, el gener de 1981 Althusser va ser declarat inapte per a ser jutjat en virtut de l'article 64 del codi penal francès, i va al·legar «responsabilitat disminuïda» a causa d'una malaltia mental.
Rytmann està enterrada a la secció jueva del Cimetière Parisien de Bagneux a París. La novel·la Shroud de John Banville del 2002 està inspirada en part en l'escàndol de l'assassinat de Rytmann. The Forward ra citat Rytmann com a exemple de dona jueva històricament important que havia «canviat França» i que ja era «hora que Hélène Rytmann fos recordada amb dignitat com a individu» pel seu paper a la Resistència francesa.